# هفت كوسك (غلزار بردسير)
هفت کوسك (بالفارسية: هفت کوسک) هي قرية تقع في إيران في البلدة المركزية.